# SU Большого Пса
SU Большого Пса (лат. SU Canis Majoris) — одиночная переменная звезда в созвездии Большого Пса на расстоянии (вычисленном из значения параллакса) приблизительно 5857 световых лет (около 1796 парсеков) от Солнца. Видимая звёздная величина звезды — от +14m до +9,4m.

## Характеристики
SU Большого Пса — красная пульсирующая переменная звезда, мирида (M) спектрального класса M6,5 или M7.